# Интелектуалне способности
Интелектуалне способности су менталне способности којима је заједничко да се активирају приликом решавања проблема који се не могу решити само на основу сензорних и моторних способности. Оне се поистовећују са когнитивним способностима, а каткада само са способношћу учења увиђањем, мишљењем и суђењем.